# Prison en Russie
 (avril 2021).
 (avril 2021).
 (avril 2021).
Les prisons en Russie sont des lieux de privation de libertés de type pénitentiaires où sont envoyées les personnes condamnées par la justice russe, créées il y a plus de 200 ans.

## Histoire des prisons en Russie

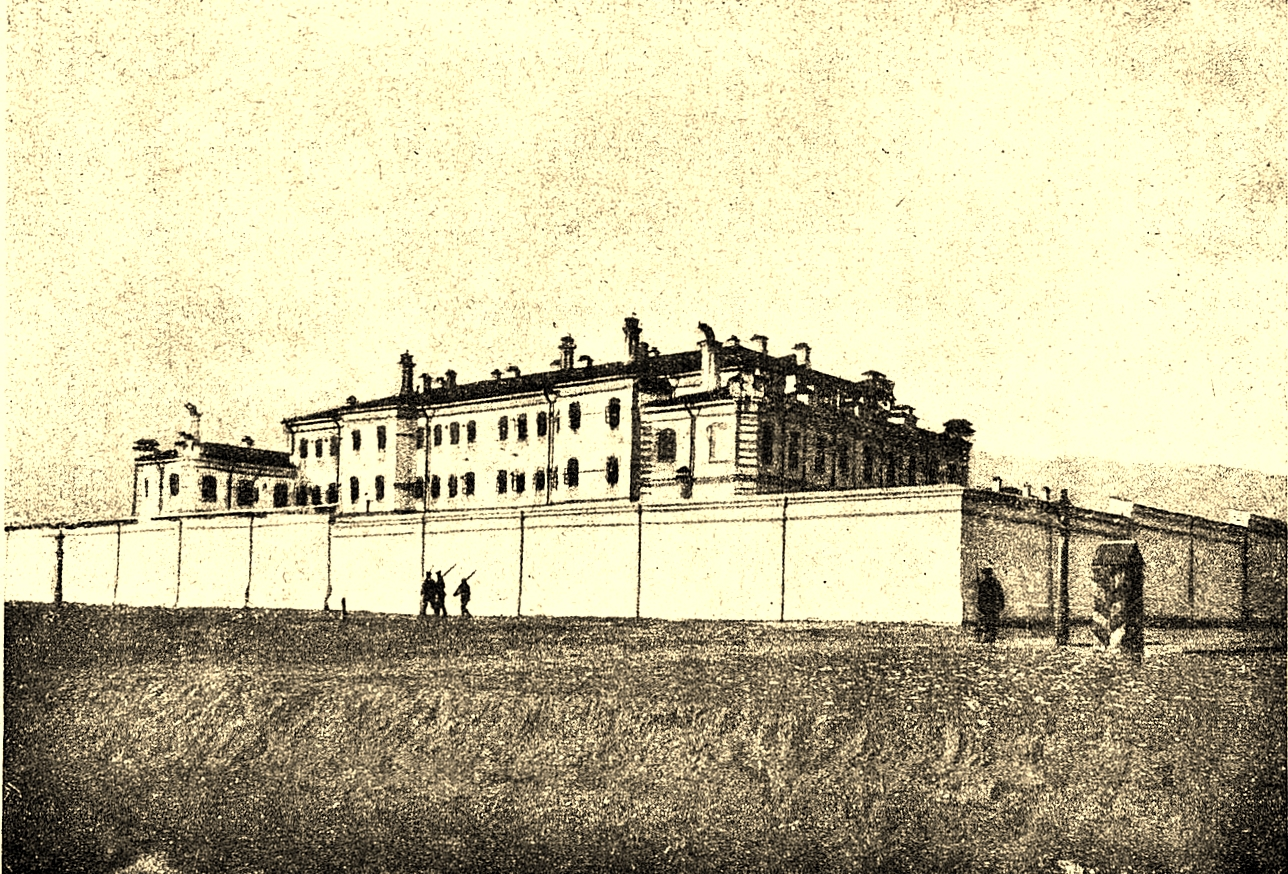
Prison de Gorny Zerentuy (oblast de Tchita), avant 1917.

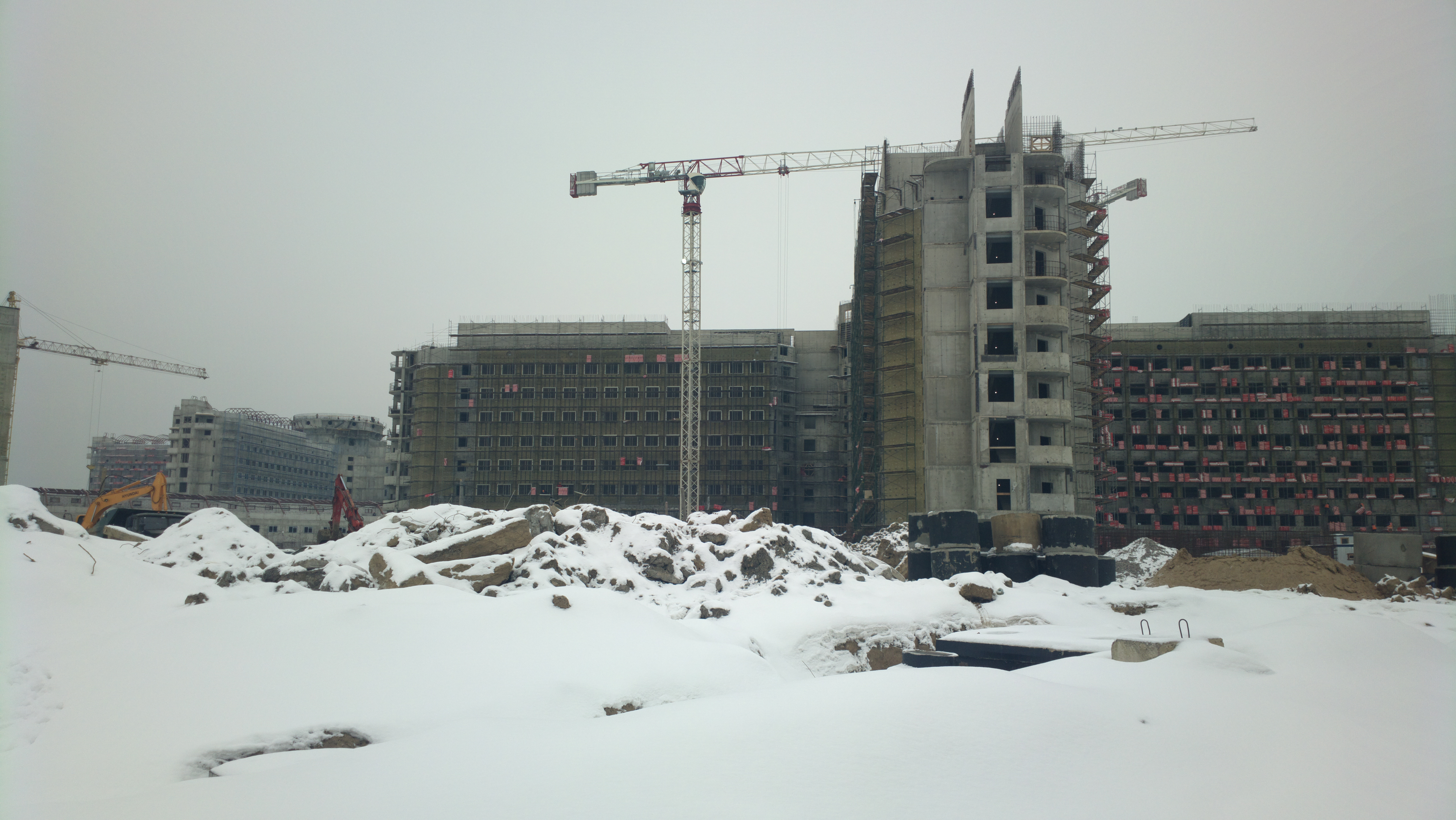
Construction de la nouvelle prison de Kolpino en 2013.

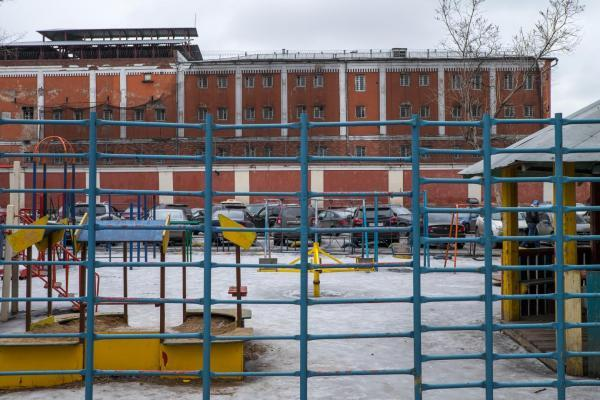
Prison de Presnya à Moscou en 2018.

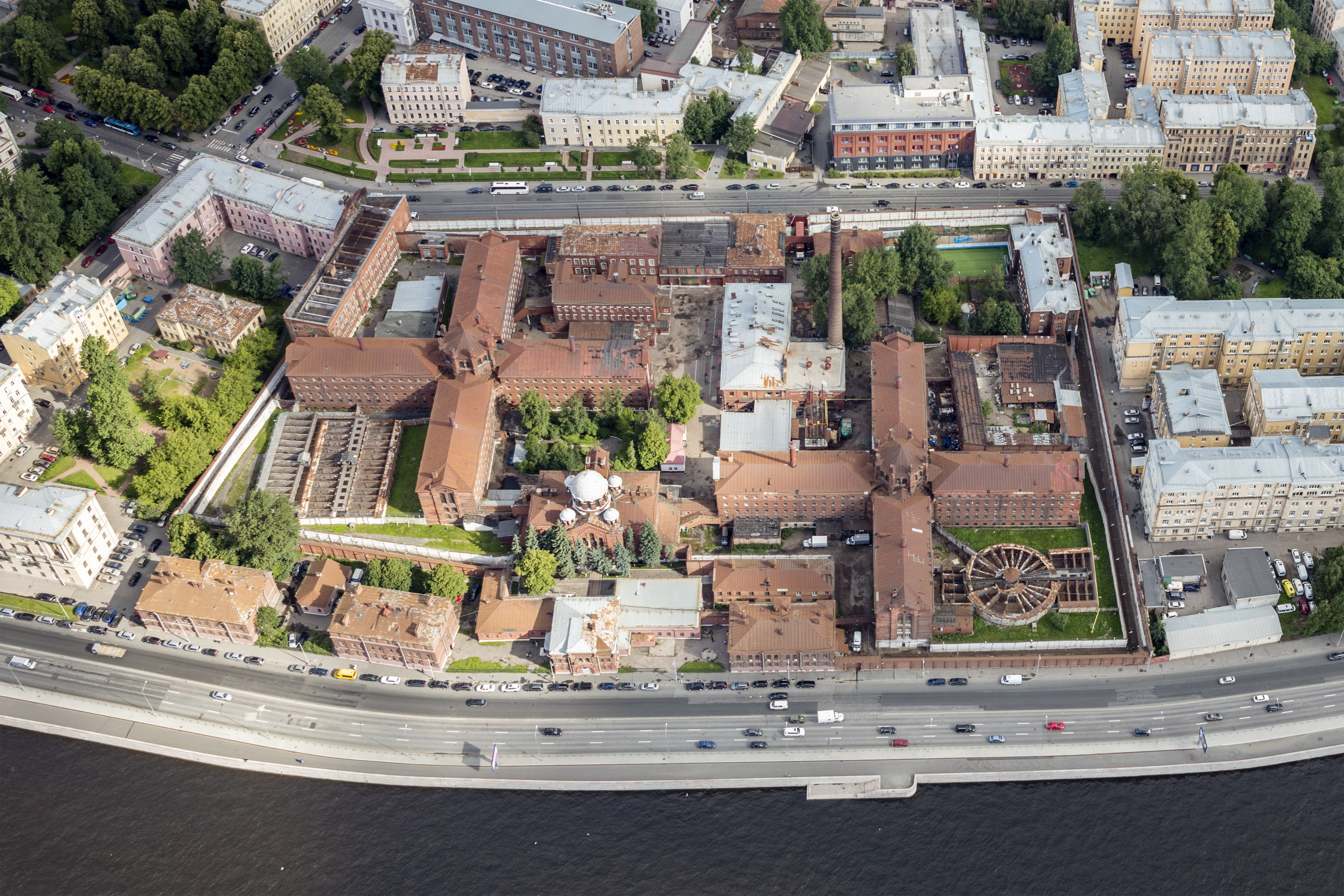
Vue aérienne de la prison de Kresty à Saint-Pétersbourg en 2016.

Les prisons apparaissent en Russie au XIXe siècle et sont complétées par des travaux forcés (katorga) en Sibérie et dans d'autres régions lointaines.
Après la prise de pouvoir des Bolcheviques en 1917, les prisons sont dédiées à l'emprisonnement des espions, des saboteurs, des terroristes, des trotskistes, des mencheviks, des anarchistes, des nationalistes ainsi que tout individu considéré comme dangereux pour son anticommunisme.
Les premiers camps de travail apparaissent en 1929, ils deviennent ensuite des Goulag, constituant une grande partie de l'histoire de l'emprisonnement en Russie.
Dans le cadre de la politique de la glasnost ("transparence"), la loi du 12 juin 1992 marque une rupture, définissant formellement les droits du détenu vis-à-vis de sa sécurité, sa liberté de croyance, ses visites et ses communications téléphoniques. La représentation officielle des prisonniers a été profondément modifiée, cependant, elle ne correspond pas à la réalité et les conditions de vie des détenus sont souvent dénoncées par les défenseurs des droits humains.

## Les lois officielles sur l'emprisonnement
Le système pénitentiaire russe se distingue par sa complexité. L'administration qui dirige ce système est nommée « service fédéral d'exécution des peines ». Il se place aujourd'hui sous la tutelle du ministère de la Justice. Plusieurs établissements de détention coexistent dont les principaux sont les maisons d'arrêt, les établissements de rééducation et les colonies et les prisons. Bien que la peine de mort soit légale en Russie, elle n'a pas été officiellement appliquée depuis plus de 25 ans,.
À l'aide du Conseil de l'Europe et de la société civile, le gouvernement russe a mis en place, depuis le 14 octobre 2010, une réforme du système pénitentiaire permettant de l'amener au niveau des standards européens et de diminuer la récidive des détenus en leur apportant durant leurs détentions une aide psychologique et sociale tout en développant leurs accompagnements après la sortie de façon à humaniser les conditions de détention.

## Les conditions d'emprisonnement
Malgré les lois, les conditions de vie des détenus russes restent souvent difficiles,. L'emprisonnement est collectif et chaque salle contient généralement plusieurs dizaines de lits. Les établissements sont éloignés des espaces peuplés et leurs locaux sont souvent vétustes. L'hygiène de vie n'étant pas toujours correcte, de nombreux cas de maladies infectieuses se remarquent au sein des prisons. Le Comité anti-torture du Conseil de l'Europe a dénoncé à plusieurs reprises le recours à la torture et aux autres formes de mauvais traitements par les membres des forces de l'ordre et des forces de sécurité ainsi que plusieurs détentions illégales,,.

### Témoignages sur l'emprisonnement commun
De nombreux détenus ou ex-détenus témoignent de leurs expériences dans les prisons en Russie. Au cours de leurs peines, beaucoup racontent avoir subi des violences. Certains avouent même avoir été frappés, ligotés, enchaînés, brutalisés ou même violés,.
Dans la continuité de ces témoignages se déroulent parfois des mutineries. Comme par exemple, dans la prison d'Angarsk à l'est de Moscou où de multiples images et vidéos d'une révolte furent diffusées. Ces images montrent les violences exercées sur les prisonniers, mais ils sont aussi vus en train de se scarifier. À la suite de la diffusion d'images comme celles-ci, les gardiens impliqués sont souvent sanctionnés ou emprisonnés,.

### Recrutement par le Groupe Wagner
En novembre 2022, et selon l'ONG Rus Sidiachaïa, 30 000 à 35 000 détenus recrutés par le Groupe Wagner, ont été retirés des prisons, maisons d’arrêt et colonies pénitentiaires de Russie pour aller combattre en Ukraine. Evgueni Prigojine, dirigeant le Groupe Wagner, participe directement à ce recrutement. Une vidéo le montre devant les prisonniers de la maison d’arrêt no 15 de Bataïsk, dans la région de Rostov, proposer la liberté au bout de six mois à ceux qui rejoignent le Groupe pour combattre. Les statistiques de Rus Sidiachaïa montrent qu'un tiers des détenus signent un contrat, alors que le recruteur précise que l'objectif est l'assaut des troupes ennemies avec de faibles chances de réussite. Par ailleurs, le mercenaire qui recule, se rend ou déserte sera immédiatement tué. Olga Romanova responsable de Rus Sidiachaïa indique : « Ils sont exclusivement déployés en première ligne. Derrière eux se trouvent les troupes barrières (chargées de tirer sur les soldats de première ligne au cas où ils reculeraient), puis les mobilisés et enfin les soldats professionnels »,.